# Girolamo Fracastoro

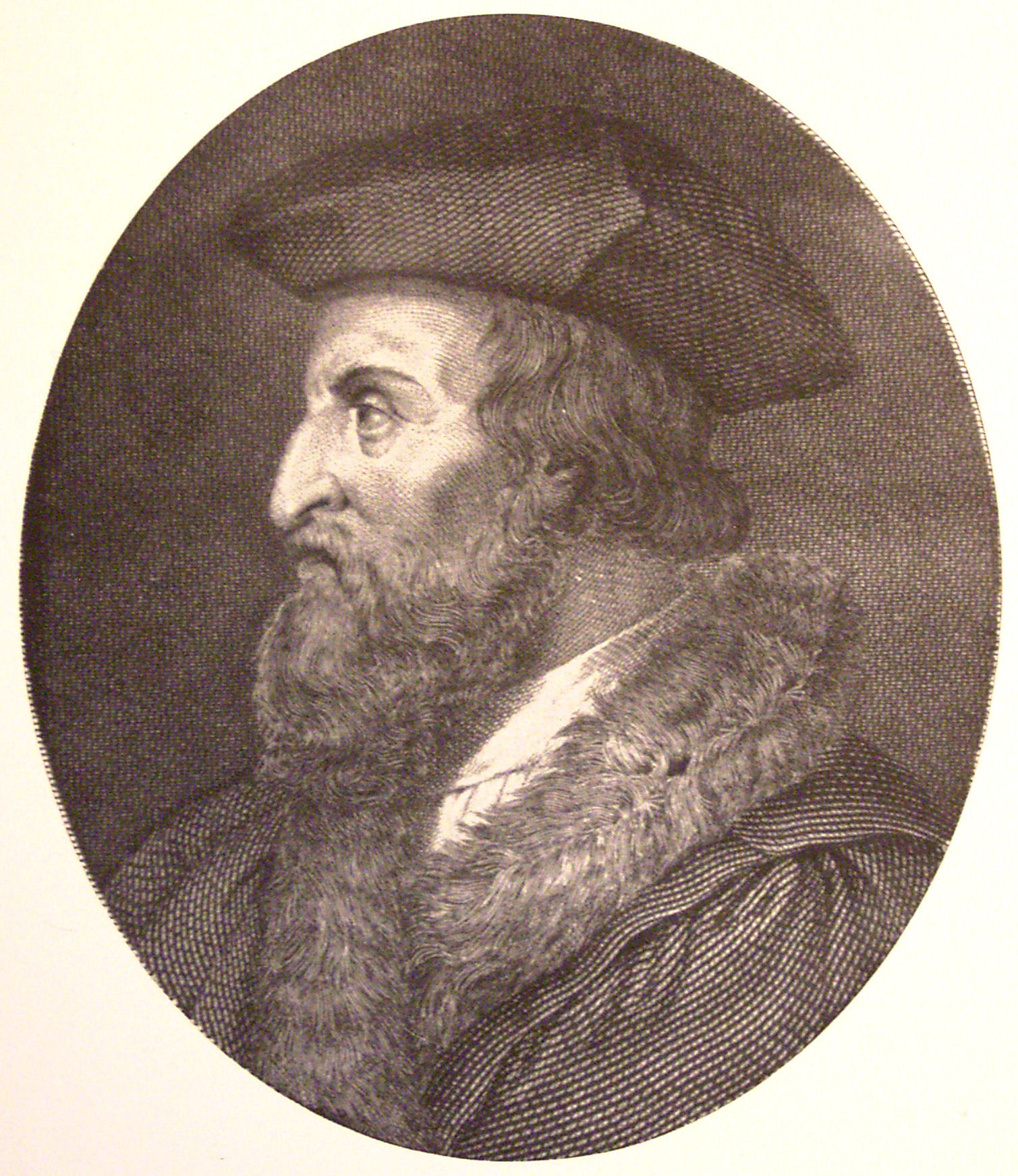
Girolamo Fracastoro

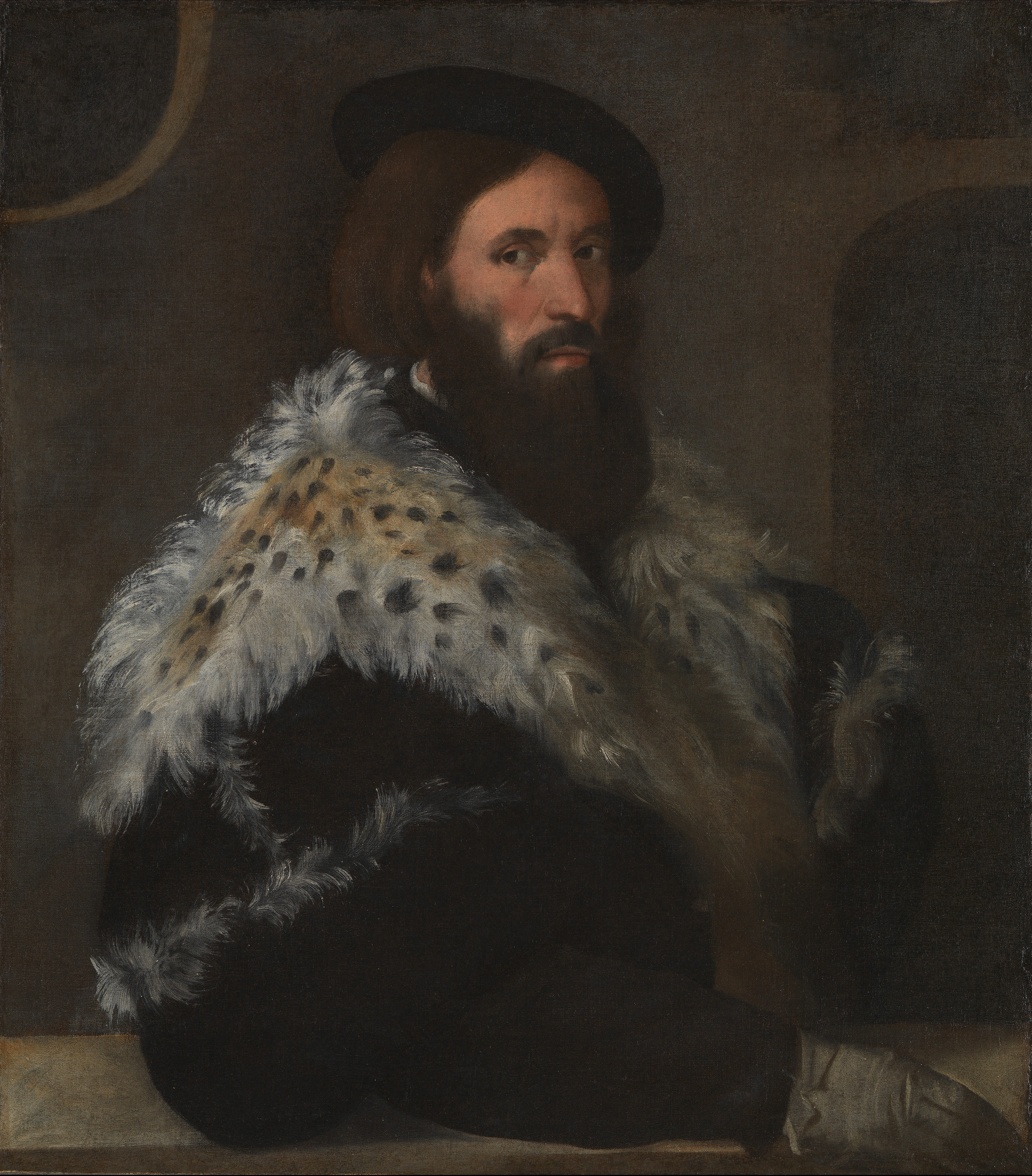
Tizian: Girolamo Fracastoro, um 1528

Girolamo Fracastoro (latinisiert Hieronymus Fracastorius; * um 1477 in Verona; † 6. oder 8. August 1553 in Incaffi bei Verona) war ein italienischer Arzt, Astronom, Humanist, Dichter und Philosoph der Renaissance mit weiten wissenschaftlichen Interessen: Unter anderem befasste er sich mit Kosmologie, Geologie, Physik, Pharmakologie und Biologie. Er war als Hochschullehrer in Padua tätig und gilt gemäß Charles Lichtenthaeler als „Begründer der modernen Pathologie“.
Sein in Hexametern verfasstes Lehrgedicht Syphilidis sive morbi gallici libri tres („Drei Bücher über die Syphilis oder die gallische Krankheit“), eines der am häufigsten in lebende Sprachen übersetzten medizinischen Gedichte, verbreitete Fracastoros Ruf in ganz Europa und verlieh der Syphilis ihren Namen. Aufgrund von Beobachtungen von Infektionskrankheitsverläufen entwickelte er eine Theorie der Ansteckung durch krankheitsübertragende „Keime“ (seminaria morbi), die im Gegensatz zu der seit dem Altertum akzeptierten Vorstellung von krankheitsbringenden giftigen Erdausdünstungen (Miasmen) stand. Fracastoro bemühte sich, ohne vorgefasste Meinung seine Beobachtungen rational zu deuten.

## Leben
Als Hauptquelle seiner Biographie dient vor allem die anonyme Vita, die gewöhnlich Paolo Ramusio, dem Sohn des berühmten Geographen Giovan Battista Ramusio, zugeschrieben wird.
Girolamo Fracastoro wurde zwischen 1476 und 1478 in Verona mit zusammengewachsenen Lippen, die chirurgisch getrennt wurden, als sechstes von sieben Kindern einer alten Veroneser Patrizierfamilie geboren. Seine Mutter, Camilla Mascarelli aus Vicenza, starb bereits vor 1481. Fracastoro erhielt eine gehobene humanistische Bildung, ging in Padua auf das Gymnasium und studierte an der liberalen, damals zu Venedig gehörenden Universität Padua, unter anderem auch bei dem Philosophen und Humanisten Pietro Pomponazzi. Sein Hauptinteresse galt zuerst der Mathematik, der Astronomie und der Philosophie, später dem Studium der Medizin. Er wird dort auch Kopernikus kennengelernt haben, als dieser 1501–1503 in Padua Medizin studierte. Schon vor seiner Promotion 1502 wurde er zum Lektor für Logik ernannt, eine Stelle, die er zusammen mit der eines Consiliarius anatomicus bis 1509 innehatte.
Wohl wegen drohender Kriegsunruhen ging Fracastoro auf Einladung des Condottiere Bartolomeo d’Alviano zusammen mit anderen venezianischen Dichtern und Gelehrten, unter ihnen Pietro Bembo und Andrea Navagero, im Winter 1508–09 an dessen in Pordenone eröffnete Akademie, ein Aufenthalt von allerdings nur kurzer Dauer, da d’Alviano die Schlacht von Agnadello (14. Mai 1509) gegen die Liga von Cambrai verlor und gefangen genommen wurde. Die Universität von Padua war inzwischen wegen der Kriegswirren geschlossen worden. Fracastoro kehrte nach Verona zurück. Sein Vater war einige Zeit vorher gestorben, und er fand den väterlichen Besitz verwüstet vor.

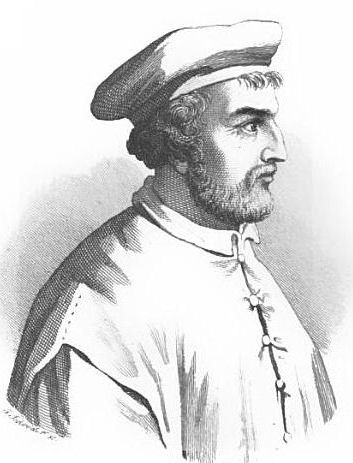
Girolamo Fracastoro

Fracastoro blieb sein Leben lang in Verona. Am liebsten war ihm jedoch sein Landhaus in dem kleinen Orte Incaffi oberhalb von Bardolino am östlichen Ufer des Gardasees, der Ort seiner philosophischen Dialoge. Fracastoro heiratete früh (schon etwa 1501) Elena Schiavi aus Vicenza und hatte mit ihr vier Söhne, von denen nur einer ihn überlebte, und eine Tochter. Er wurde 1505 in das Veroneser Ärztekollegium aufgenommen, dem er lebenslang angehörte und etliche Male im Vorstand diente.
Medizin zu praktizieren soll für Fracastoro eine Leidenschaft gewesen sein. Seine Freunde sagten, ihm sei es der größte Lohn gewesen, in einem geheilten Patienten einen neuen Freund gefunden zu haben. Es ging ihm nicht um Reichtümer; er gab sich mit wenigem zufrieden, wünschte sich nur ein Leben frei von Sorge und Streit, um seinen Studien nachgehen zu können. Er war niemals untätig und konnte es nicht leiden, die Zeit unnütz zu vergeuden; es war seine Gewohnheit, immer Probleme in Gedanken zu erwägen. So sprach er selten und erschien Fremden ernst und streng, aber im kleinen Kreis mit Freunden soll er heiter und liebenswürdig gewesen sein.

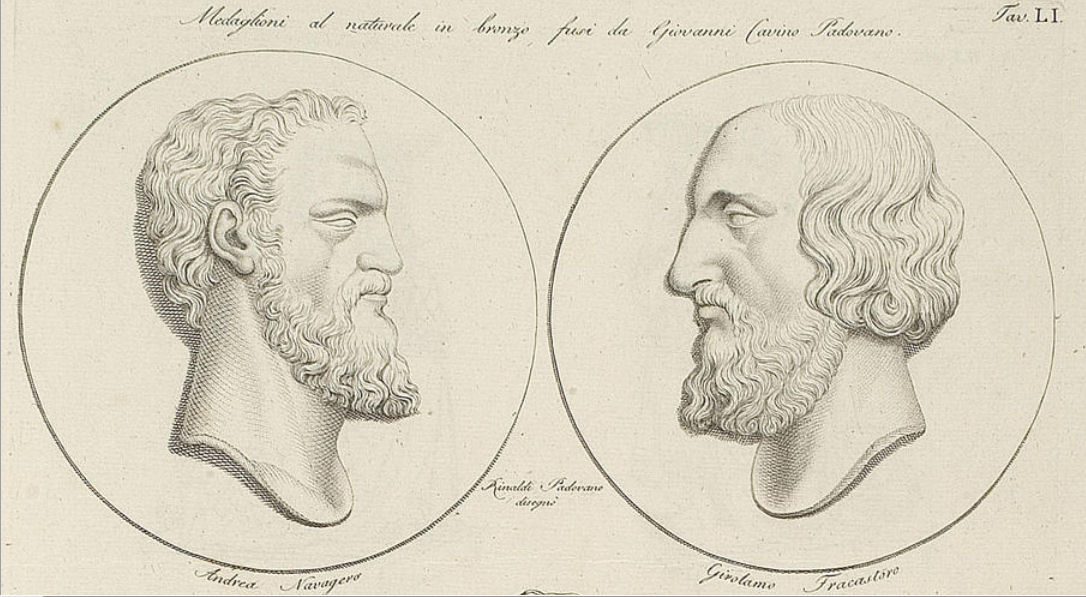
Die Dichterfreunde:
Andrea Navagero und Girolamo Fracastoro
Radierung nach den zwei Cavino-Bronze-Medaillen

Fracastoro schloss Freundschaft mit dem Veroneser Bischof Gian Matteo Giberti (1495–1543), der ihn in seine Akademie, die Gibertina, berief und zu seinem Leibarzt ernannte. Er behandelte sowohl dessen hohe Gäste als auch arme Leute. Die übrige Zeit widmete er seinen Studien, Gesprächen und Briefwechseln mit Freunden, vor allen den Brüdern Raimondo, Marcantonio und Giambattista Delle Torre, mit denen er seit seiner Studienzeit in Padua in lebenslanger Freundschaft verbunden war, dem venezianischen Dichter Andrea Navagero (1483–1529), Pietro Bembo (1470–1547), Geheimsekretär von Papst Leo X. (Pontifex von 1513 bis 1521) und später Kardinal unter Paul III. (Pontifex von 1534 bis 1549), und Giovan Battista Ramusio (1485–1557), Kanzler und Sekretär im Dienst der Republik Venedig; ihrer aller Andenken ehrte Fracastoro in Gedichten, in Widmungen und als Protagonisten seiner Dialoge. Ramusio seinerseits ehrte Fracastoro und Andrea Navagero als Dichter und Freunde mit zwei großen Bronzemedaillen, von Giovanni Cavino ausgeführt, die er 1552 über der Porta di San Benedetto nicht weit von seinem Hause in die Stadtmauer von Padua einsetzen ließ. Der damals über siebzigjährige Fracastoro wurde verjüngt dargestellt, um ihn im Alter Navagero anzugleichen, der bereits 46-jährig, 1529 gestorben war. Ramusios berühmte Zusammenstellung von Reiseberichten Delle navigationi et viaggi ist Fracastoro gewidmet.
Sein ruhiges und geistig freies Leben wurde 1545 durch die päpstliche Ernennung zum offiziellen Arzt (Medicus ordinarius) des Trientiner Konzils unterbrochen. Fracastoros Rat scheint entschieden dafür verantwortlich gewesen zu sein, dass das Konzil 1547 nach Bologna verlegt wurde, als in Trient eine Typhusepidemie ausgebrochen war. Dieses wurde von protestantischer Seite als Gefügigkeit gegenüber den päpstlichen Wünschen kritisiert, ob zu Recht, ist umstritten.
Fracastoro pflegte Kontakte mit führenden Gelehrten und Dichtern seiner Zeit. So traf er Conrad Gesner; Ariosto bat ihn um kritische Durchsicht des Orlando Furioso; Matteo Bandello sandte ihm seine Erzählung über den tragischen Tod zweier unglücklich Liebender, die Shakespeare als Vorlage für Romeo and Juliet diente. Fracastoros Porträt, von Tizian gemalt und lange fälschlich einem seiner Schüler zugeschrieben, wurde 2012 restauriert und hängt jetzt in der National Gallery in London. Sein Tod kam überraschend. Fracastoro starb im August 1553 an den Folgen eines Schlaganfalls auf seinem Landsitz am Fuße des „Monte Incaffi“. Begraben wurde er in Verona, wo ihm zwei Jahre später ein Denkmal errichtet wurde.

## Werk

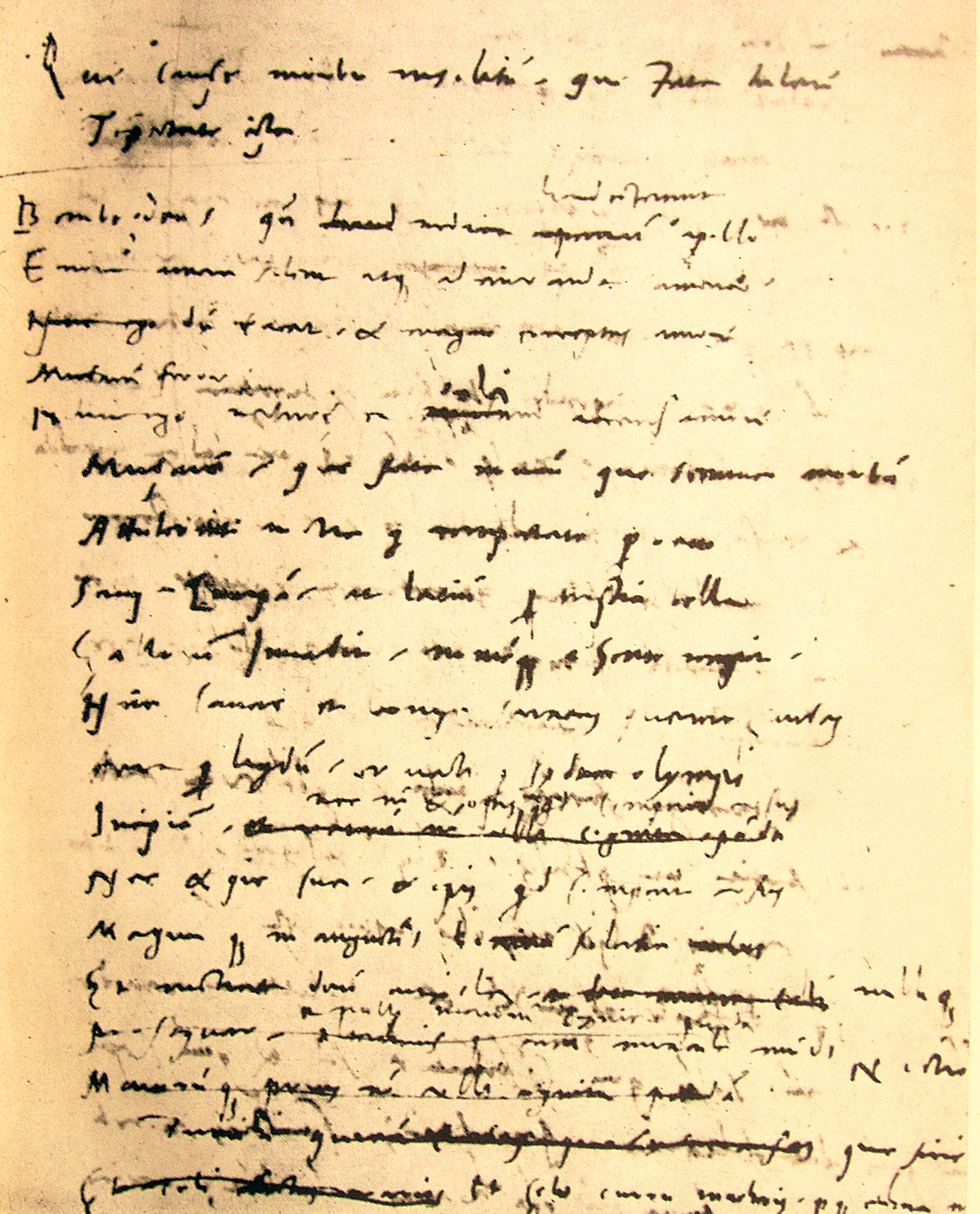
Ein Blatt eines Manuskriptes

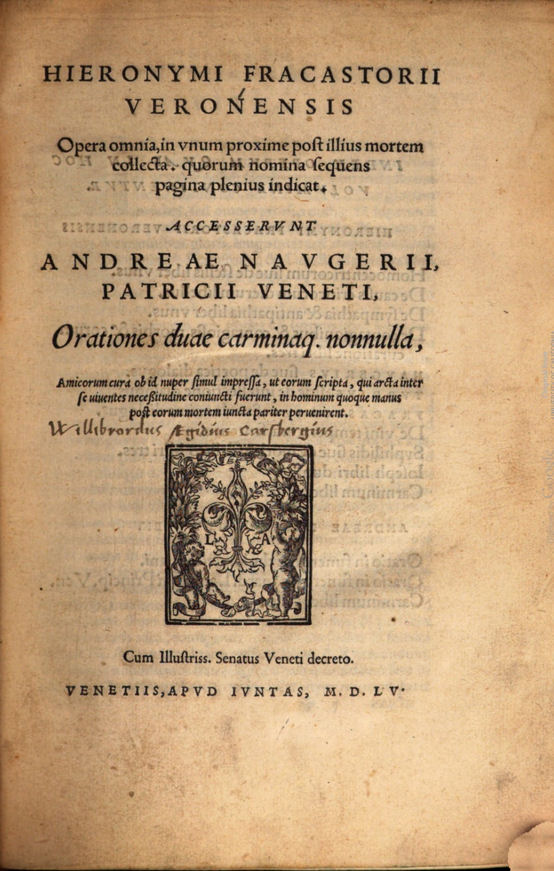
Titelseite der ersten Ausgabe der gesammelten Werke Fracastoros,
nach seinem Tode 1555 verlegt

Fracastoro veröffentlichte weniges zu seinen Lebzeiten und dann auch nur in seinen späteren Jahren; dies lässt eine zeitliche Einordnung kaum zu.
Die Vielseitigkeit seiner Interessen spiegelt sich in seinen Schriften: über Astronomie (Homocentrica und eine von dieser sich sehr unterscheidenden und sie ergänzenden Abhandlung über Kosmogonie und Kosmologie), über medizinische Fragen (De contagione, De causis criticorum dierum und vereinzelte weitere Schriften), über Psychologie und Erkenntnislehre (die Dialoge Turrius sive De intellectione und Fracastorius sive De anima), über Ästhetik (der Dialog Naugerius sive De poetica), Fragmente über Religion und Naturbeobachtungen. Die Dichtung hat Fracastoro sein Leben lang beschäftigt. Zu erwähnen sind vor allem seine Gedichte: Syphilis sive Morbus gallicus und der Joseph nebst vielen weiteren.
Peruzzi (1997) charakterisiert Fracastoros Philosophie, die seinem gesamten Werk unterliegt, folgendermaßen:
Fracastoros Weltbild beruhe auf seiner philosophischen Überzeugung einer grundsätzlich harmonischen Natur. So verbindet sich bei ihm die Idee geozentrischer Planetenbahnen (In Homocentrica dargestellt) mit der Idee einer sympathia universalis, einer universellen Affinität. Seine Arbeitsmethode beruht auf Beobachtungen und Analysen der physischen Gegebenheiten. Diese Methode bewahrt Fracastoro auch zum Studium psychischer Phänomene und Probleme der Erkenntnislehre dadurch, dass er eine Theorie der species (Gestalt/Erscheinung) wieder aufnimmt; die species präsentieren sich, mittels Austausch zwischen Körpern, durch ihre Fähigkeit sich zu vermehren und Einfluss auszuüben, als Naturphänomene, die die Präsenz von sympathia et antipathia, Affinität/Anziehung und Abneigung/Abstoßung enthüllen.
Fracastoros Theorie der Ansteckung (De contagione) erwächst daraus: Sie erscheint als eine elegante Kombination der Theorie der spontanen Zeugung (generatio spontanea) und der Selbstfortpflanzung der species im Rahmen des Vitalismus einer anima mundi, einer Weltseele, die die Welt belebt und beseelt bis in ihre kleinsten flüchtigen Teile, der seminaria. Die seminaria werden als lebende Organismen angesehen, soweit sie an dem universalen Prozess der Selbstzeugung und Selbstzerstörung des Kosmos teilhaben. So wird die naturgegebene Realität zu einer Einheit: Ihre inneren Prozesse beeinflussen sich gegenseitig, auf sie lassen sich die beobachteten Phänomene zurückführen. Dabei schließt Fracastoro bewusst eine direkte göttliche Einwirkung auf natürliche Phänomene aus. Ein Einfluss der Gestirne wird als Bindeglied zwischen den himmlischen und irdischen Welten gesehen; so können große Bewegungen im Weltenraum die menschliche Geschichte beeinflussen und Naturkatastrophen und geologische Umwälzungen der Erdkruste verursachen. Ebenso werden Konjunktionen von Saturn, Jupiter und Mars, indem sie die Luft- und Wassersphären stören, als der Ursprung der Ansteckungskrankheiten angesehen. (Auch der Straßburger Syndikus Sebastian Brant, der Nürnberger Stadtarzt Dietrich Uelzen und der Veroneser Patrizier Giorgio Sommariva berichten in ihren bereits 1496 vorgelegenen Gedichten vom Zusammenhang der Syphilis mit der großen Konstellation des Jupiters mit Mars und Saturn im Zeichen des Skorpions.) Zu diesen fernen Ursachen – und so den Einfluss der Gestirne abschwächend – kommen aber auch näherliegende, flüchtige, durch medizinische Beobachtungen erkennbare Phänomene. Damit setzt Fracastoro Pomponazzis Programm einer rationalen Erklärung der Naturphänomene fort; okkulte Deutungen werden durch das Konzept der vorerst nicht erklärbaren „latenten Phänomene“ ersetzt.
Den drei philosophischen Dialogen (De poetica, De intellectione, De anima) unterliege ein Erkenntnisprozess, der von Einzelbeobachtungen ausgeht, sie mittels der subnotio (in Fracastorios Terminologie liegt diese zwischen Sinneswahrnehmung und Verstand) verbindet und durch Abstraktion zur Idee führt. Dieser Prozess vom Einzelnen zum Universalen gilt auch für die Ästhetik, wie sie im Naugerius dargelegt ist. Der Inbegriff der Dichtung und des furor poeticus erscheint wie ein platonischer Weg, der über eine fortschreitende Sublimation des Eindrucks einer bestimmten Schönheit zur reinen Abstraktion der Idee einer Schönheit per se führt.
Ohne rationale Lösung bleibt das Problem der Unsterblichkeit der menschlichen Seele und ihrer Göttlichkeit. Die Seele entspringe aus der Harmonie des Universums und der himmlischen Intelligenz; sie bediene sich des Körpers wie ein Instrument und behalte so eine separate, nicht an den Körper gebundene Existenz. Jedoch überschreite ein Beweis der Immortalität der Seele die Grenzen der Rationalität in der aristotelischen Gedankenwelt, innerhalb deren Bereich nichts über ihre Unsterblichkeit ausgesagt werden könne. Die Immortalität der Seele könne nur durch Argumentation auf theologischer Ebene belegt werden.

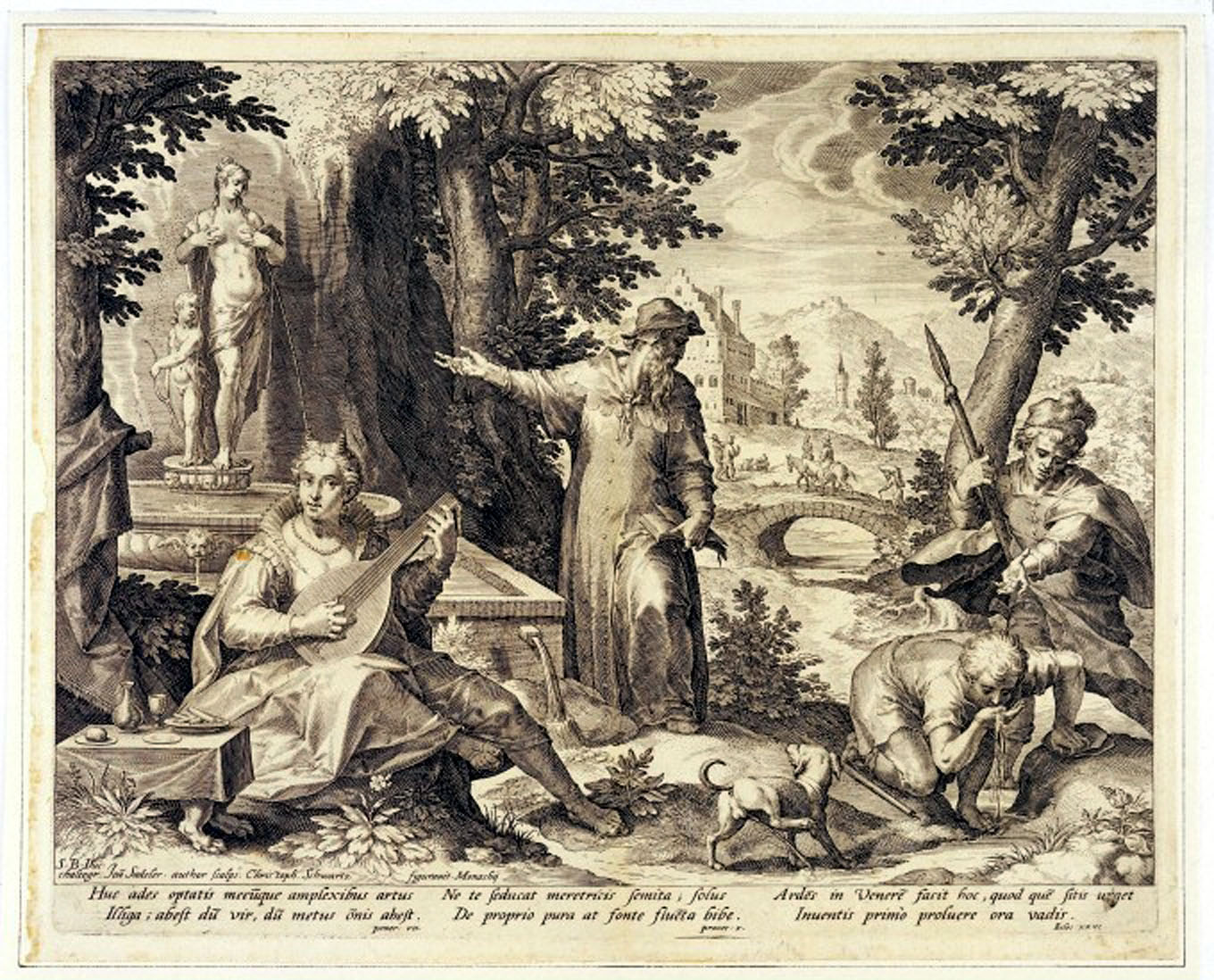
Fracastoro warnt den Hirten Syphilus vor der Gefahr der Ansteckung mit der Syphilis, Stich, um 1590.

Fracastoros Lehrgedicht in drei Büchern Syphilis sive morbus gallicus („Syphilis oder die französische Krankheit“), das er Pietro Bembo widmete und dessen Abfassung er vermutlich 1510 begonnen hatte und das bereits 1521 in Manuskriptform vorlag und 1525 (wohl noch ohne das dritte Buch) dem Kardinal Bembo überreicht worden war, wurde von Julius Caesar Scaliger, der Fracastoro, ähnlich wie 1731 Friedrich Otto Mencke, als besten Poeten der Welt nach Virgil bezeichnete, und bis ins 18. Jahrhundert mehrfach als bestes lateinisches Gedicht der Neuzeit gerühmt. Seit seiner Erstauflage im August 1530 (Verona) und der zweiten Auflage im September 1531 (Rom) erschienen über hundert (allein mindestens 15 innerhalb von 50 Jahren) Ausgaben in wenigstens sechs Sprachen (darunter Französisch, Deutsch, Englisch, Spanisch und Portugiesisch). Dies beruhte auf seiner dichterischen Qualität und nicht nur auf der Beschreibung einer grauenerregenden und faszinierenden Krankheit, die Italien nach Kolumbus' Reisen in die Neue Welt heimsuchte. Fracastoro nahm allerdings nicht an, dass die Syphilis von Kolumbus Mannschaft aus Amerika eingeschleppt wäre (III,382-404), obwohl er akzeptierte, dass sie dort endemisch sei, sondern glaubte an ihre Verbreitung in Italien durch das Heer Karls des VIII. von Frankreich während dessen Italienfeldzuges, 1494. Fracastoro (III,287-309) benannte die Krankheit nach dem Mythos vom Schäfer Syphilus, der sich vom Gott Apollo abwendet und zur Strafe mit der Krankheit geschlagen wird. Auch gibt er in diesem Gedicht (III,130-249) eine der frühesten Beschreibungen der Sitten und Gebräuche der Ureinwohner Amerikas, wobei „das erhabene Amerika“ (alta Ammerie; III,134) und seine Bewohner als besonders edel, naturverbunden, friedvoll und religiös geschildert werden.
Francastoro formuliert hier in dichterischer Form erstmals seine Theorie der Ansteckung durch seminaria contagionis oder seminaria morbi (Krankheitskeime), die zu klein seien, als dass sie sichtbar wären. In diesem Zusammenhang wird Francastoro gelegentlich als einer der Begründer der Ansteckungstheorie gesehen. Der Begriff geht danach auf Girolamo Fracastoro zurück, den Heinrich Haeser daher 1882 den „Begründer der wissenschaftlichen Epidemiographie“ nennt.
Das erste Buch enthält Angaben zu Ätiologie, Pathologie bzw. Symptomatologie der Krankheit. Im zweiten Buch geht der Dichter auf Prophylaxe, Diät (bzw. Regelung der Lebensweise) und medikamentöse Therapie (insbesondere mit Quecksilbersalbe bei schweren Fällen) ein. Darin wird geschildert wie der syrische Jäger Ilceus (vgl. Aristaios und Georgica), weil er durch das Jagen eines der Göttin Trivia heiligen Hirsche, den Zorn der Göttin erregt hatte, an der Seuche erkrankt und nach einem Sühneopfer durch die Nymphe Lipare mit einem Bad in einem unterirdischen See von Quecksilber geheilt wird. Im dritten Buch begegnet erstmals der Name Syphilis, und es wird unter anderem die Entdeckung des von Fracastoro über alles gelobten Guajakholzes (bei Fracastoro Hyacus und Huyacus genannt) in der neuen Welt von Amerika geschildert.
In seinem 1546 bei Junta in Venedig erschienenen medizinischen Hauptwerk De Contagione et contagiosis morbis et eorum curatione, libri tres belegt er diese Theorie mit Beschreibungen der Symptome verschiedener Ansteckungskrankheiten: Außer der Syphilis, auf die er hier (anders als in seinem epischen, humanistische und naturwissenschaftliche Denkformen seines Verfassers zeigende, Lehrgedicht von 1530) aus rein wissenschaftlicher Sicht eingeht, werden die Krankheitsbilder (Buch II) und Behandlungen (Buch III) von Typhus (febris lenticularis), der Pest (vero pestiferis febris), der Tuberkulose (Phthisis contagiosa), der Tollwut (Rabies), Lepra und weiteren Hautkrankheiten beschrieben.
De Contagione vorangestellt ist sein bis vor kurzem vernachlässigtes philosophisches Hauptwerk De sympathia et antipathia liber unus. De sympathia und De Contagione sind in dem erhaltenen Entwurf gemeinsam konzipiert und erst später als „zwei separate, wenn auch aufeinander bezogene Werke“ veröffentlicht. In De sympathia legt Fracastoro seine Naturphilosophie dar, die bestimmend ist für seine medizinisch-wissenschaftliche Theorie über die Ansteckung, die er in der Einführung (Buch I) zu De contagione entwickelt. Fracastoro unterscheidet drei Arten der Ansteckung (contagionum): Durch direkten Kontakt von Mensch zu Mensch, durch indirekten Kontakt über poröse Träger (fomes), wie beispielsweise die Kleidung, oder über eine gewisse Entfernung durch die Luft. Er erkannte, dass gewöhnlich eine Ansteckungsweise spezifisch für eine Infektionskrankheit ist. Die Übertragung geschehe durch seminaria („Keime“), zu klein, um sichtbar zu sein, von kolloidaler Natur. Dadurch, dass sie von Mensch zu Mensch übertragbar sind, unterscheiden sich Ansteckungen von Vergiftungen. Eine indirekte Übertragung über fomites oder durch die Luft könne nur stattfinden, wenn die seminaria für eine gewisse Zeit beständig seien. Fracastoro schreibt, dass seminaria  unter geeigneten Bedingungen der Vermehrung fähig seien. Das bedeutet jedoch nicht, dass seminaria  als selbständige lebende Krankheitserreger in dem heutigen Sinne von Mikroorganismen angesehen werden dürfen, wie es in der älteren Literatur oftmals behauptet wird.
Die Erkenntnisse, durch seine genauen Beobachtungen der Krankheitsübertragung gewonnen, veranlassten Fracastoro, sich gegen die Miasmalehre des Altertums zu wenden, die Ansicht von der Übertragung durch giftige Erdausdünstungen (Miasmen).
Genaue Beobachtungen des Halleyschen Kometen im Jahre 1531 ließen Fracastoro (und von ihm unabhängig Peter Apian) erkennen, dass der Schweif des Kometen stets in die der Sonne entgegengesetzte Richtung zeigt.
Als 1517 bei Ausgrabungen zu Bauten in Verona fossile Muschelschalen gefunden wurden, erklärte Fracastoro, dass diese Schalen einmal lebenden Tieren angehörten, es brauche keiner „plastischen Kraft“, die die Fähigkeiten habe, Gesteine in Tiergestalt umzuformen, wie es allgemein geglaubt wurde. Fracastoro argumentierte auch gegen die Auffassung, dass die biblische Sintflut die Muschelschalen – sollte zugegeben werden, dass es sich um solche handele – an diesen Ort geschwemmt habe: In dem Falle wären sie über eine weite Fläche zerstreut und nicht in der Tiefe vergraben. Charles Lyell schrieb dazu 1830: „Seine [Fracastoros] klare und überzeugende Darstellung hätte den Streit für immer beenden müssen, wenn nicht manche Leidenschaft dabei verwickelt gewesen wäre; […] Die klaren … Ansichten des Fracastorius wurden aber unbeachtet gelassen, und die Fähigkeiten und überzeugenden Gründe des Gelehrten wurden drei Jahrhunderte verdammt [in einem unfruchtbaren Streitgespräch] zu verschwinden.“

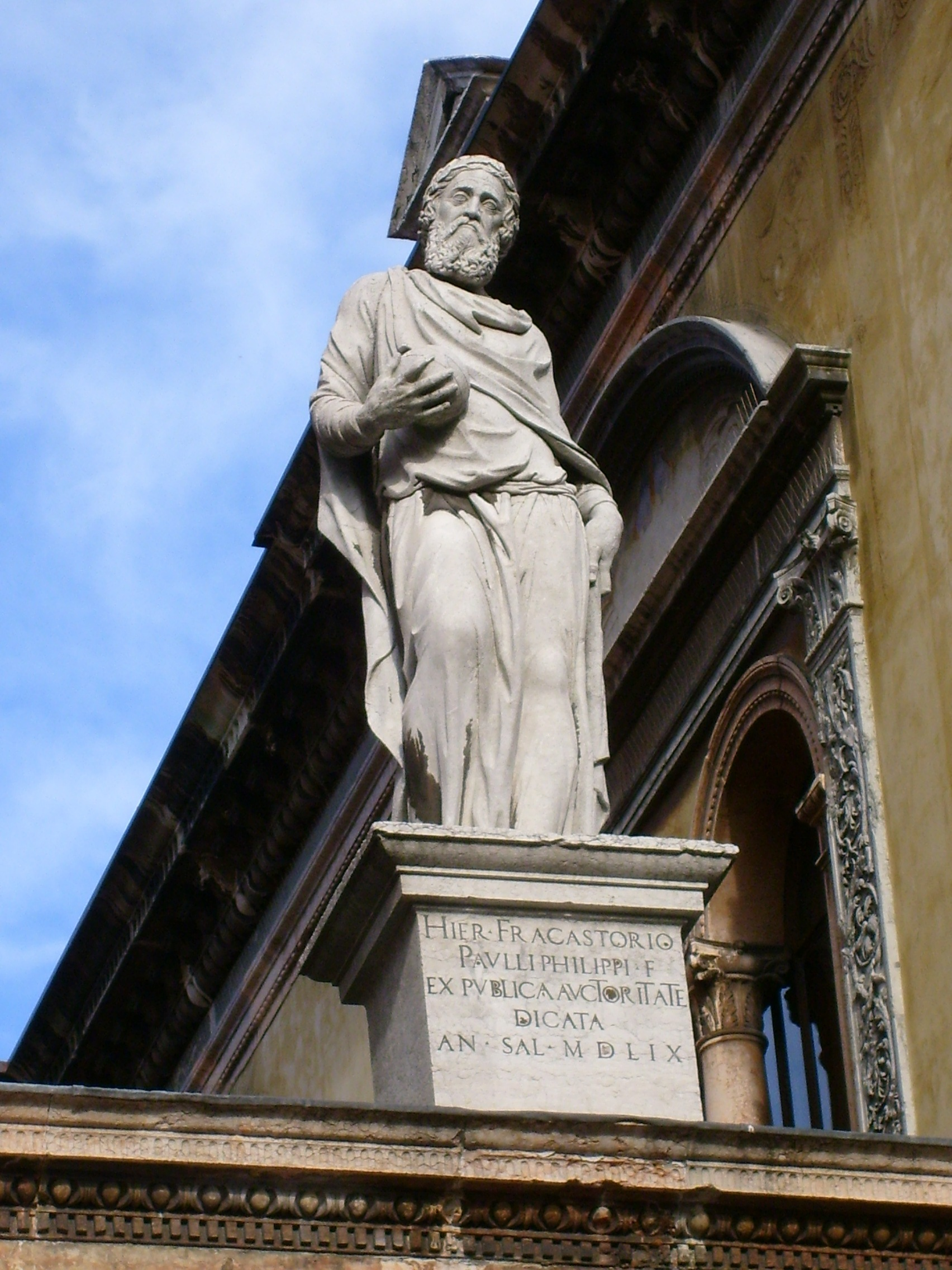
Girolamo Fracastoros Statue in Verona

## Rezeption
Zwei Jahre nach Fracastoros Tod, in der Sitzung am 21. November 1555, beschloss das Veroneser Konzil mit 45 gegen 13 Stimmen, ihm zu Ehren eine Statue zu errichten. Sie wurde von Danese Cattaneo in Marmor aus Lunigiana ausgeführt und 1559 auf dem nordwestlichen Torbogen der Piazza dei Signori errichtet.
In seinem im 16. Jahrhundert überaus einflussreichen Poetiklehrbuch Poetices libri septem setzte Julius Caesar Scaliger Fracastoro in seiner Rangliste neulateinischer Dichter auf die erste Stelle, noch vor Jacopo Sannazaro, gefolgt von Marco Girolamo Vida, Angelo Poliziano, Pietro Bembo und Paolo Cerrato (1485–1540).
Giordano Bruno macht Fracastoro 30 Jahre nach seinem Tode zum Gesprächspartner in vier seiner fünf Dialoge De l'infinito, universo e mondi (Über das Unendliche, das Universum und die Welten).
Der Mondkrater Fracastorius ist nach ihm benannt.

## Ausgaben und Übersetzungen (Auswahl)
Gedichte

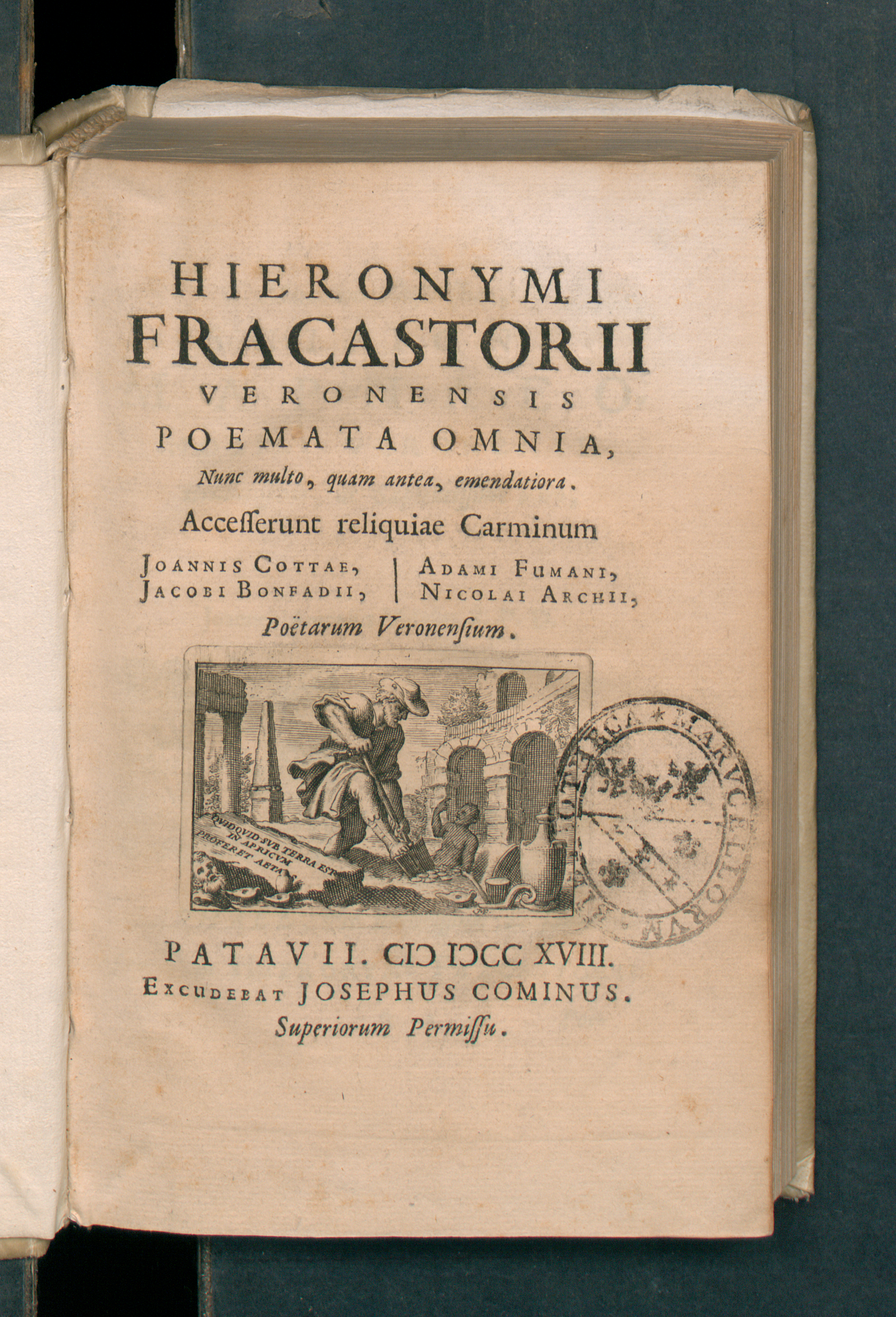
Poemata omnia, 1718

- Wilhelm Christern: Syphilis-Lehrgedicht in drei Gesängen. Im Versmaß des Originals übersetzt. In: Alfons Chenneville: Girolamo Fracastoro’s sämmtliche poetische Werke zu ersten Mal, im Versmaß des Originals, ins Deutsche übertragen von Alfons Chenneville u. a. Mit biographischer Einleitung und dem Bildnisse des Dichters. D. H. Cornelsen, Hamburg 1858.
- James Gardner (Hrsg.): Girolamo Fracastoro: Latin Poetry (= The I Tatti Renaissance Library. Band 57). Harvard University Press, Cambridge (Massachusetts) 2013, ISBN 978-0-674-07271-8 (lateinischer Text und englische Übersetzung)
- Jérôme Fracastor, La syphilis ou le mal français. / Girolamo Fracastoro, Syphilis sive morbus gallicus. Texte établi, trad., prés. et annoté par Jacqueline Vons, «Les classiques de l’humanisme» 36, Les Belles Lettres, Paris 2011
- Lehrgedicht über die Syphilis / Girolamo Fracastoro Hrsg. u. übers. v. G. Wöhrle; mit einem Beitrag von Dieter Wuttke zu Sebastian Brants Syphilis-Flugblatt von 1496. – 2., erw. Aufl. Harrassowitz, Wiesbaden 1993.
- Girolamo Fracastoro: Syphilidis sive morbi gallici libri tres in der Übersetzung von Ernst Alfred Seckendorf (1892–1941), eingeleitet von Walther Schönfeld, Lipsius & Tischer, Kiel 1960 (= Schriftenreihe der Nordwestdeutschen dermatologischen Gesellschaft. Heft 6), S. 25–86.
- Fracastoro’s Syphilis. Introduction, text, translations, and notes with a computer-generated word index by Geoffrey Eatough. Francis Cairns, Liverpool 1984 (= ARCA Classical and Medieval Texts, Papers and Monographs. Band 12).
- Girolamo Fracastoro: Carmina. Introduzione, versione e note a cura di Francesco Pellegrini. Vita Veronese, Verona 1954.
- Sifilide ossia del mal francese, Libri III. Traduzione, introduzione e note di F. Winspeare, col testo latino, del poema separatamente impresso. Florenz 1955.
- Theodor Lenz (Hrsg., Übers.): Hieronymi Fracastorii Syphilus sive morbus gallicus. Carmen. / Girolamo Fracastoro’s Syphilis oder gallische Krankheit. Otto Wigand, Leipzig 1881.
- Heinrich Oppenheimer: Girolamo Fracastoro’s Gedicht von der Syphilis oder von der Franzosenseuche. Im Versmaß des lateinischen Urtextes. August Hirschwald, Berlin 1902.

Kosmologie
- Hieronymi Fracastorii Homocentricorum sive de stellis. In: Homocentrica, eiusdem de causis criticorum dierum per ea quae in nobis sunt. Venedig 1538, Blatt 1–70 (editio princeps) (lateinisch); auch in: Opera omnia. Giunta, Venedig 1555, Blatt 1–65; 2. Auflage ebenda 1574; 1584, Blatt 1–48.

dazu:
Enrico Peruzzi: La nave di Ermete: la cosmologia di Girolamo Fracastoro. Olschki, Florenz 1995.
Fredi Ruths:  Das homozentrische Sphärensystem des Girolamo Fracastoro. Dissertation Frankfurt am Main 1978.
Medizinische Schriften
- Hieronymi Fracastori De causis criticorum dierum per ea quae in nobis sunt. In: Homocentrica, eiusdem de causis criticorum dierum per ea quae in nobis sunt. Venedig 1538, Blatt 69–77 (lateinisch) (editio princeps); auch in: Opera omnia. Apud Iuntas, Venedig 1555, Blatt 66r–76v; 2. Auflage ebenda 1574; 1584, Blatt 48v-56r.
- De sympathia et antipathia rerum, liber unus. In: De sympathia et antipathia rerum, lib. I, De Contagione et contagiosis morbis eorumque curatione, libri III. Venetiis, apud heredes Lucaeantonii Iuntae Florentini, 1546. (editio princeps) (lat.); auch in: Opera omnia, Venetiis, apud Juntas, 1555: 79r-104v; 1574; 1584: 56v-76v.
- De sympathia et antipathia rerum, liber I / Girolamo Fracastoro. edizione critica, traduzione e commento a cura di Concetta Pennuto. Istituto nazionale di studi sul Rinascimento. Edizioni di storia e letteratura, Roma 2008
- ‚De sympathia et antipathia liber unus‘ von Girolamo Fracastoro. Einführung und Übersetzung von G. E. Weidmann. Juris-Verlag, Zürich 1979 (= Zürcher medizingeschichtliche Abhandlungen. Neue Reihe, Band 129).
- De Contagione et contagiosis morbis et eorum curatione, libri tres. In: De sympathia et antipathia rerum, lib. I, De Contagione et contagiosis morbis eorumque curatione libri III. Venetiis, apud heredes Lucaeantonii Juntae Florentini, 1546 (editio princeps)
  - Deutsche Übersetzung: Hieronymus Fracastoro: Drei Bücher von den Kontagien, den kontagiösen Krankheiten und deren Behandlung (1546). Übersetzt und eingeleitet von Viktor Fossel. In: Karl Sudhoff (Hrsg.): Klassiker der Medizin. Band 5. J. A. Barth, Leipzig 1910.
  - Englische Übersetzung: Hieronymi Fracastorii. De Contagione et contagiosis morbis et eorum curatione, libri III.Translation and notes by Wilmer Cave Wright, G.P. Putnam’s Sons, New York / London 1930.
  - Französische Übersetzung: Les trois livres de Jérôme Fracastor sur la contagion, les maladies contagieuses et leur traitement, traduct. et notes par Léon Meunier, Paris, Société d'éditions scientifiques, 1893 (lat., fr.) [dazu Wright (1930) p. 348: ‘…, serious errors of interpretation, …’]
- Hieronymi Fracastorii. De temperatura vini sententiam perpendens libellus. Venetiis, 1534. (editio princeps)
- Girolamo Fracastoro, Trattato inedito in prosa di Gerolamo Fracastoro sulla sifilide, Codice CCLXXV-I, Bibl. Capit. Di Verona, a cura di Francesco Pellegrini. Prefazione di L. Messedaglia, Verona, « La tipografica veronese » 1939

Philosophische Dialoge
- Girolamo Fracastoro: Navagero della poëtica, Testo critico, traduzione, introduction e note a cura di E. Peruzzi, Firenze, Alinea Editrice 2005. (lat., ital.) GVK Eintrag mit Link zur google Vorschau.
- Naugerius sive de poetica dialogus. Transl. by Ruth Kelso, introd. by Murray W. Bundy. University of Illinois, Studies in Language and Literature vol.IX, no. 3, Urbana 1924
- Turrius sive De intellectione dialogus. In: Opera omnia, Venetiis, apud Juntas, 1555 (editio princeps): 165r–206v; 1574; 1584: 121r-148v.
- Della torre ovvero l'intellezione / Girolamo Fracastoro ; a cura di Anna Li Vigni. Mimesis, Milano cop. 2009
- Girolamo Fracastoro: Turrius oder über das Erkennen / Turrius sive de intellectione. Herausgegeben, übersetzt, eingeleitet und mit Anmerkungen versehen von Michaela Boenke. Humanistische Bibliothek, Reihe II Texte, Bd. 35, Wilhelm Fink Verlag, München 2006
- L'anima. Introd., testo critico, trad. italiana, commento di Enrico Peruzzi, Casa Editrice Le Lettere, Firenze 1999

Verschiedene Schriften
- Alcon sive de cura canum venaticorum. In: Hieronymi Fracastorii Veronensis Operum Pars Posterior. Lugduni apud Franciscum Fabrum. 1591 : 42-47. [dazu: Wright (1930) p. xlvii: ‘’Barbarani [Verona 1894] shows good reasons for rejecting it as spurious, …”]
- Alcone: ossia del modo di allevare i cani da caccia. Hrsg. von Gian Paolo Marchi. Verona 1972 [Ein Dialog in Versen des Meisters Alcon mit seinem Schüler Acasti über Jagdhunde, deren Krankheiten und Mittel zu ihrer Heilung.]
- Scritti inediti di Girolamo Fracastoro. Hrsg. von F. Pellegrini. Valdonega, Verona 1955.
- Hieronymi Fracastorii Veronensis Opera omnia. […]. Giunta, Venedig 1555; 2. Auflage ebenda 1574; weitere Auflage: Genf 1621.
- Alfons Chenneville (Hrsg.): Girolamo Fracastoro’s sämmtliche poetische Werke zu ersten Mal, im Versmaß des Originals, ins Deutsche übertragen von Alfons Chenneville u. a. Mit biographischer Einleitung und dem Bildnisse des Dichters. D. H. Cornelsen, Hamburg 1858.